# ボリバーコースタル油田
ボリバーコースタル油田（ボリバーコースタルゆでん、英語: Bolivar coastal field）またはボリバールコースタル油田は、ベネズエラ西部のマラカイボ湖の北西の湖岸に沿って約15マイル(約24km)にわたり広がっている。
1917年に発見され、浅い湖にある石油プラットフォーム上の油井で生産されている。埋蔵量は合わせて約300～320億バレルであると考えられている。生産量は日量260万～300万バレルである。
油田の一部は掘り尽くされて、既に枯れている。